# Clyde Kluckhohn
Clyde Kay Maben Kluckhohn (* 11. Januar 1905 in Le Mars, Iowa; † 28. Juli 1960 bei Santa Fe, New Mexico) war ein US-amerikanischer Ethnologe und Soziologe.

## Leben
Clyde Kluckhohn begann 1922 in Princeton zu studieren, er erkrankte jedoch schwer und wurde zur Erholung nach New Mexico geschickt. Er lernte dort die Navajo kennen. Er nahm 1924 das Studium an der University of Wisconsin–Madison wieder auf (BA in Altgriechisch 1928). Als Rhodes-Stipendiat studierte er anschließend die klassischen Sprachen am Corpus Christi College in Oxford (Magister 1932). Nach zwei Jahren in Oxford ging er 1931/32 nach Wien. Dort hörte er Ethnologie bei Pater Wilhelm Schmidt, (SVD), dem führenden Vertreter der diffusionistischen Kulturkreis-Lehre. Kluckhohn unterzog sich in Wien einer Psychoanalyse. Von 1932 bis 1934 unterrichtete er an der University of New Mexico. Er erwarb den Ph.D. in Ethnologie an der Harvard University (1936). Er lehrte dort von 1935 bis 1960, seit 1946 als Professor für Sozialanthropologie.
Kluckhohn übernahm zusätzlich unterschiedliche Funktionen, so war er im Zweiten Weltkrieg ein Leiter der Foreign Morale Analysis Division (FMAD) von OSS und Verteidigungsministerium, ein interdisziplinäres Forschungsprogramm, das Japan analysieren und die Politik der USA gegenüber dem besiegten Land beeinflussen sollte. Nach dem Krieg organisierte er in Harvard das Russian Research Centre, dessen erster Direktor er von 1947 bis 1954 auch war. Ein anderes seiner Projekte war das fachübergreifende Department of Social Relations. Bis zu seinem Tod war er Kurator für die Ethnologie des Amerikanischen Südwestens am Peabody Museum of Archaeology and Ethnology der Harvard University. Zusammen mit Alfred Kroeber veröffentlichte er: Culture - A Critical Review of Concepts and Definitions, Cambridge 1952.
Berühmtheit erlangte er auch für seine ethnologischen Langzeituntersuchungen nordamerikanischer Navajo-Völker.
Clyde Kluckhohn's Ehefrau Florence Kluckhohn legte einige bekannte Kulturtheorien und Kulturmodelle vor, darunter Variations in Value Orientations, 1961, das sie zusammen mit ihrem Kollegen Fred L. Strodtbeck entwickelt hatte.

## Mitgliedschaften
1944 wurde Kluckhohn in die American Academy of Arts and Sciences gewählt, 1952 in die National Academy of Sciences sowie in die American Philosophical Society.

## Publikationen (Auswahl)
- To the Foot of the Rainbow. 1927.
- Beyond the Rainbow. 1933.
- Mirror for Man. Fawcett, New York 1949 (Digitalisat).
- Mit Leonard McCombe und Evon Z. Vogt: Navajo means People. Harvard University Press, Cambridge, MA 1951.
- Values and value-orientations in the theory of action: An exploration in definition and classification. In: T. Parsons & E. Shils (Hrsg.): Toward a general theory of action. Harvard University Press, Cambridge, MA 1951.
- Culture: A Critical Review of Concepts and Definitions. 1952.
- Mit Henry A. Murray: Personality in Nature, Society, and Culture. 1953.
- Anthropology and the Classics. Brown University Press, 1961.
- Culture and Behavior: Collected Essays. Free Press of Glencoe, 1962.